# Grinder (gereedschap)

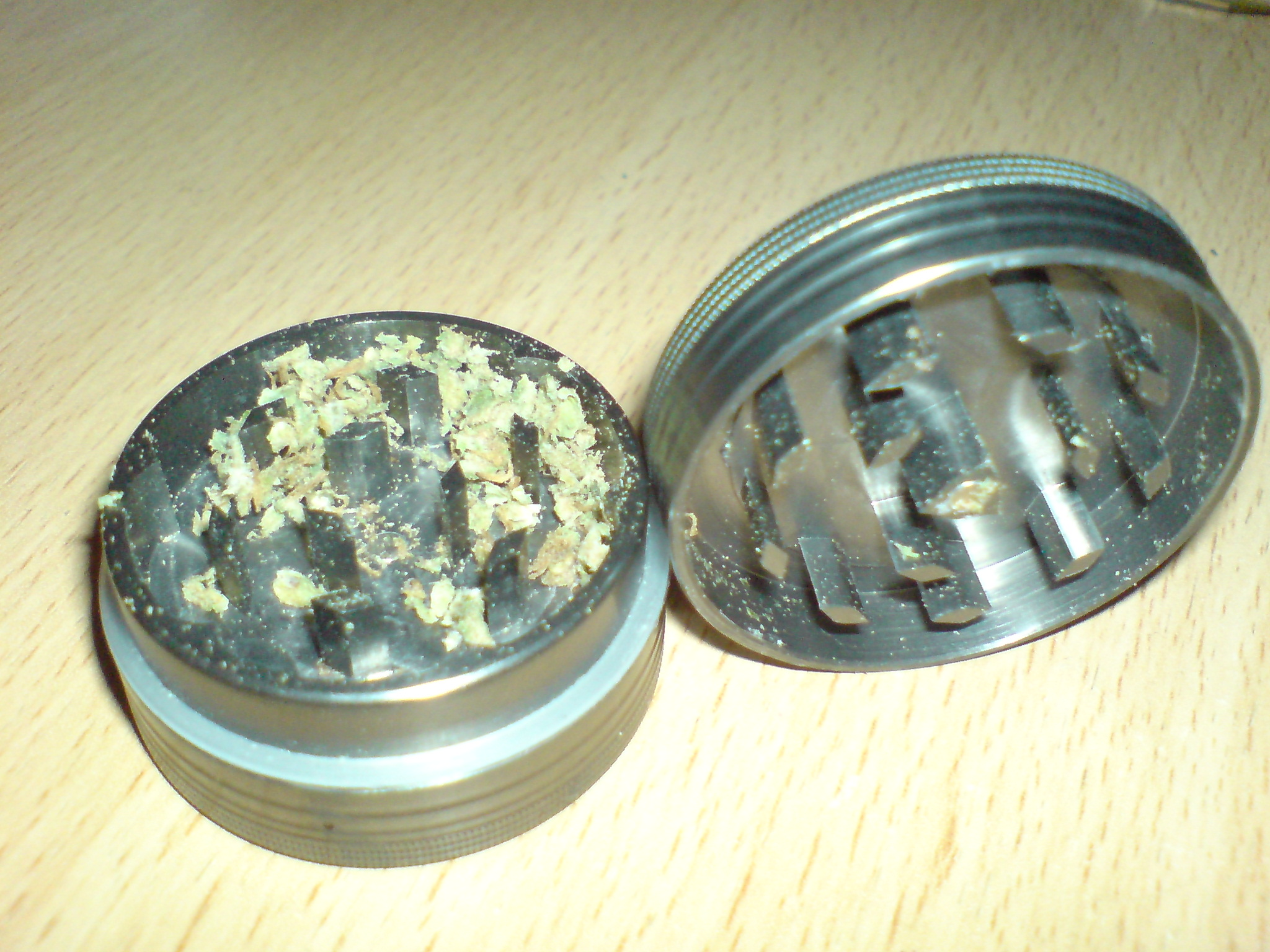
Metalen grinder

Een grinder of cruncher (Engels voor vermaler) is een apparaatje waarmee men grove of meestal te natte stukken wiet-toppen kan vermalen tot in joints bruikbare kruimels. Grinders komen voor in verschillende vormen, van klein en simpel tot apparaten met drie of vier 'filters' voor het verkrijgen van Skuff.
Het apparaat, gemaakt van plastic, metaal of hout, bestaat uit twee ronde delen die in elkaar passen om een gesloten rond compartiment te vormen. De bovenkant is meestal kleiner dan de onderkant In dat compartiment zitten aan beide zijden pennetjes. Deze pennetjes verspringen zodat ze elkaar niet raken wanneer de delen in tegenovergestelde richting van elkaar worden gedraaid. De pennetjes trekken de grove stukken wiet uiteen, en na een paar seconden grinden zit er een direct bruikbare laag kruimels in de onderkant van de grinder.
Men gebruikt grinders om te vermijden dat de wiet samengeperst wordt tijdens het met de hand verkruimelen, of gewoon omdat de wiet te goed aaneen hangt, wat kan komen doordat de wiet te vers en nog vochtig is. Ook hardere hasj-soorten, zoals Maroc of Zero, kan men met een grinder vermalen.
Kleine simpele grinders maken alleen de kruimels om in de joint te rollen, grotere grinders beschikken veelal over filters. Een heel grove om de gemalen wiet te scheiden van de nog te grote stukken wiet, en meestal een zeef waarmee Skuff of hasj kan worden gewonnen. De Skuff ontstaat wanneer men met de vingers de vermalen wiet uit het eerste compartiment haalt.